# Baie de Menai
La baie de Menai est une baie située au sud de l'archipel de Zanzibar, en Tanzanie.